# ABS-CBN

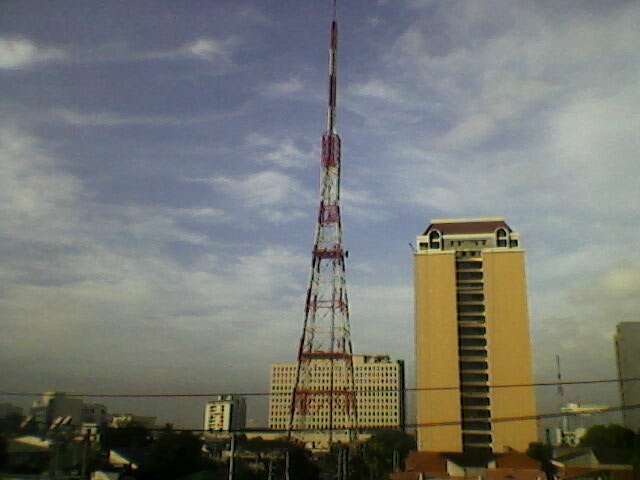
Le Millenium transmitter de Quezon City est utilisé par le réseau ABS-CBN.

Pour les articles homonymes, voir CBN.
Pour la chaîne de télévision philippine, voir ABS-CBN (chaîne de télévision).
ABS-CBN Corporation (Alto Broadcasting System-Chronicle Broadcasting Network, mieux connu sous le nom de ABS-CBN) est le plus grand réseau de diffusion et la plus grande entreprise multimédia des Philippines.

## Histoire
C'était à l'origine une entreprise de radio, fondée le 14 juin 1946 par James Lindenberg, aujourd'hui surnommé le père de la télévision philippine. En 1953, James Lindeberg importa le premier émetteur et les premiers postes de télévision du pays. La première diffusion eut lieu à l'automne.
En 1993, la chaîne s'est lancée dans la production cinématographique nationale.
Le 4 mai 2020, la licence d'exploitation de le chaine de télévision du groupe arrive au bout de ses 25 ans de validité. La Commission Nationale des Télécommunications (National Telecommunications Commission - NTC) exige alors l'arrêt de toute diffusion dès le lendemain, faisant éclater une controverse entre la NTC, la Cour Suprême, le Sénat ainsi que la Chambre des Représentants,,, chacune des autorités demandant d'avantages d'informations aux autres quant aux raisons de cette suspension, des délais de son implémentation et de l'absence de licence temporaire durant le temps des investigations.
La chaine se retrouve donc au milieu d'un conflit davantage politique qu'administratif. En conflit depuis 2016 avec le président Duterte et son gouvernement,, elle est accusée d'avoir violé la loi garantissant un temps d'antenne égal entre les candidats durant les élections (Fair Elections Act) pendant l'éléction présidentielle de 2016,,. Les investigations menées révèlent que les candidats Duterte, Roxas et Defensor Santiago ont été lésés par la chaine durant les élections de 2016.

## Divisions
- ABS-CBN Film Archive
- ABS-CBN Licensing
- ABS-CBN News and Current Affairs
- ABS-CBN Sports
- Cable Channels and Print Media Group
- Creative Communications Management Group
- Manila Radio Division
- Regional Network Group (ABS-CBN Regional)
- Star Entertainment Group

## Filiales
- ABS-CBN Center for Communication Arts, Inc. (Star Magic)
- ABS-CBN Convergence
  - ABS-CBNmobile (joint-venture avec Globe Telecom)
  - ABS-CBN TV Plus
- ABS-CBN Digital Media
- ABS-CBN Film Productions, Inc. (Star Cinema)
- ABS-CBN Lingkod Kapamilya Foundation, Inc.
- ABS-CBN Global Ltd.
- ABS-CBN International
- ABS-CBN Publishing, Inc.
- A CJ O Shopping Corporation (joint-venture avec  CJ Group)
- Creative Programs, Inc. (ABS-CBN Cable Channels)
- Dreamscape Entertainment Television
- Play Innovations, Inc. (KidZania Manila)
- Roadrunner Network, Inc.
- Sarimanok News Network, Inc.
- Sky Cable Corporation
  - SkyCable
  - Destiny Cable
  - Sky Direct
- Skylight Films
- Star Creatives
- Star Home Video
- Star Recording, Inc. (Star Music)
- Star Songs, Inc.

## Stations de radio
- My Only Radio For Life!
  - MOR 101.9 (Manille)
- Radyo Patrol
  - DZMM Radyo Patrol 630
  - DYAP Radyo Patrol 765 (Palawan)
  - DYAB Radyo Patrol 1512 (Cebu)
  - DXAB Radyo Patrol 1296 (Davao)

## Chaînes de télévision

### Chaînes de télévision gratuites
Analogique
- ABS-CBN (depuis le 23 octobre 1953)
  - ABS-CBN HD (depuis le 3 octobre 2015)
- ABS-CBN Sports and Action (S+A) (depuis le 18 janvier 2014)
  - S+A HD (depuis le 1er janvier 2016)

Numérique
- Asianovela Channel (depuis le 30 juillet 2018)
- Cine Mo! (depuis 2011)
- DZMM TeleRadyo (depuis le 12 avril 2007)
- Knowledge Channel (depuis le 6 novembre 1999)
- Movie Central (depuis le 30 juillet 2018)
- Yey! (depuis 2011)

### Chaînes de télévision payantes
- ABS-CBN News Channel (ANC) (depuis le 1er mai 1996)
  - ANC HD (depuis le 15 mars 2018)
- Cinema One (depuis le 12 juin 1994)
- DYAB TeleRadyo (Cebu)
- DXAB TeleRadyo (Davao)
- Jeepney TV (depuis le 1er octobre 2012)
- Kapamilya Channel (depuis le 13 juin 2020)
- Liga (depuis le 16 janvier 2018)
  - Liga HD (depuis le 16 janvier 2018)
- Metro Channel (depuis le 2 avril 2018)
  - Metro Channel HD (depuis le 2 avril 2018)
- Myx (depuis le 20 novembre 2000)
- O Shopping (depuis le 7 octobre 2013)

### Télévision par internet
- MOR TV
- Filipino On Demand
- iWanTV!
- TFC Now!

### Chaînes internationales
- ANC Global
- Bro
- Cinema One Global
- Lifestyle Network (États-Unis)
- Myx TV (États-Unis)
- The Filipino Channel

### Chaînes de télévision disparues
- ABS-CBN Regional Channel (1er août 2016 au 15 janvier 2018)
- Balls (1er janvier 2008 au 31 décembre 2015)
- CgeTV (20 décembre 2010 au 30 septembre 2012)
- Hero (12 novembre 2005 au 1er février 2018)
- Lifestyle Network (24 juillet 1999 au 1er avril 2018)
- Maxxx (1er janvier 2008 au 30 septembre 2010)
- Studio 23 (12 octobre 1996 au 16 janvier 2014)
- Tag (19 octobre 2016 au 15 janvier 2018)
- Velvet (1er janvier 2008 au 1er janvier 2014)

## Personnes clés
- Eugenio Lopez III (président)
- Augusto Almeda Lopez (vice-président)
- Carlo Katigbak (président et chef d'officier exécutif)
- Rolando Valdueza (directeur financier)
- Charo Santos-Concio (chef de la direction)
- Cory Vidanes (cheffe de l'exploitation de la radiodiffusion)

### Services officiels de Web d'ABS-CBN Interactive
- Site web d'ABS-CBN
- ABS-CBN Global
- ABS-CBN International
- ABS-CBN Lingkod Kapamilya Foundation